# Уошборд
Уошборд (на английски: washboard – дъска за пране) е музикален перкусионен инструмент от групата на металните идиофони.
Макар в миналото да се е използвал като дъска за пране, уошбордът днес е по-популярен с употребата му в музиката отколкото за битови цели.
Представлява ламарина с вълнообразна форма и както при инструмента реко-реко звукоизвличането става с триене с палка по вълнообразната повърхност. Понякога инструментът се изработва и от дърво.
Използва се във водевила и джаз музиката.
Друг вариант на уошборда е инструментът гуийра, характерен за музиката на Република Доминика. Използва се при изпълнение на танца меренге.